# Virgen del Rosell
La Virgen del Rosell es una advocación mariana de la Iglesia católica, patrona de Cartagena y la Orden de Santa María de España y data probablemente del siglo XIII. Su imagen era venerada en la antigua catedral de Cartagena, en una capilla construida en el siglo XVI por Juan Bautista Antonelli, si bien, tras la destrucción de este templo tras la guerra civil española, su culto pasó al templo de Santa María de Gracia.

## Origen de la imagen y etimología
Es patrona de Cartagena, cómo lo es de la orden Santa María de España o de la Estrella creada por Alfonso X El Sabio, también es conocida como Santa María de España o Virgen de la Estrella. cantigas de Santa María.
La escultura responde al prototipo de tallas marianas sedentes típicas de los siglos XII y XIII: la Virgen aparece sentada en un trono sosteniendo una rosa en la mano derecha y con el Niño Jesús en su regazo. Éste, a su vez, porta el orbe del mundo. La policromía original no se conserva, siendo la actual producto de sucesivos repintes en los siglos XVI y XVIII llegando a ser conocida como una virgen de tez negra.
El nombre de Virgen del Rosell parece provenir del idioma catalán, hablado mayoritariamente en Cartagena en el siglo XIV debido al origen catalán de la población con la que se repobló la ciudad tras la expulsión de los mudéjares en el siglo XIII. Posiblemente, el nombre original de la imagen fuera el de Virgen del Roser, por Virgen del Rosario, así, la escultura aparece con una rosa en su mano derecha.
Las leyendas populares atribuyen su origen al descubrimiento de la misma flotando sobre las aguas por un pescador, de apellido Ros, de donde provendría su nombre. Otra leyenda cuenta que su autor murió sin ver terminada su obra y unos ángeles la acabaron, las rosas se convertían en oro al ponerlas en su mano, que se volvía invisible en épocas de peligro y por ello nunca fue profanada. De estas tradiciones también surge que su procedencia es bizantina, del siglo VI. También se dice que su nombre proviene de cuando un caballero lemosín que acompañaba a las tropas castellanas que toman la ciudad en 1265, le cuelga un valioso rosario que había traído de la Cruzada y la nombró Virgen del Roser; también se dice que el nombre de Roser viene por el ramo de rosas que sostiene la Virgen o que su verdadero nombre es Rosel, que el nombre actual fue un error tipográfico.

## Orden de Santa María de España

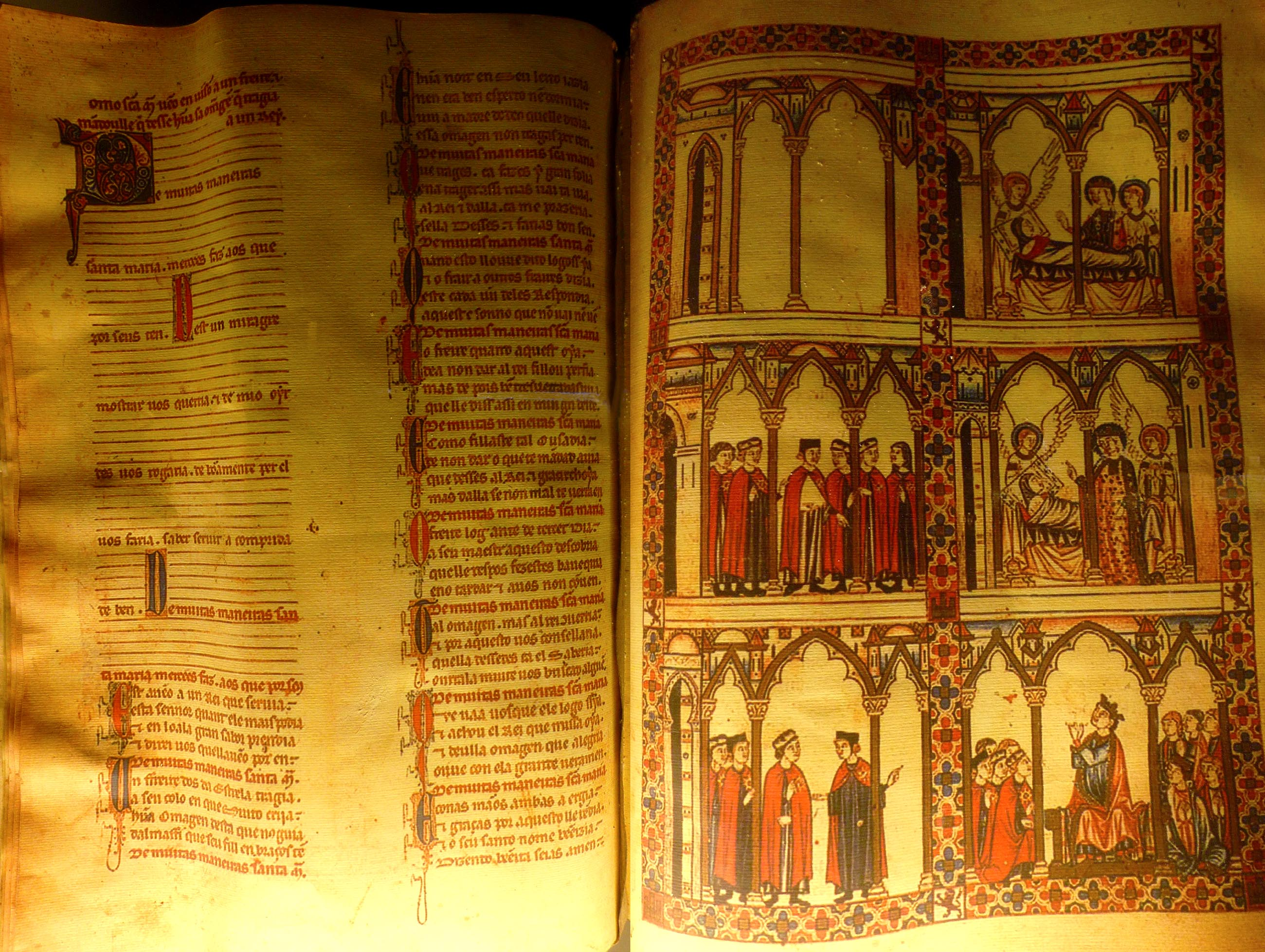
Facsímil de la Cantiga 78 del Códice de Florencia donde se hace referencia a la Orden de Santa María de España.

El 16 de noviembre de 1272, el rey Alfonso X de Castilla crea la orden militar de Santa María de España, que tendría como sede principal la Iglesia de Santa María de la Asunción de Cartagena y como patrona a la Virgen del Rosell. 
Uno de los cuatro códices existentes de las Cantigas de Santa María, el Códice de Florencia contiene una cantiga dedicada a esta orden. Lamentablemente, de los cuatro libros conservados de las cantigas, el de Florencia es el único que tiene las líneas de pentagramas vacías, por lo que la música de esta cantiga no se conserva.
Algún autor ha atribuido también la famosa cantiga 100 "Santa María estrella do día" a la advocación de esta imagen. 

## Restauración, construcción de la capilla y retablo
En el siglo XVI el Concejo de Cartagena, propietario de la imagen, encarga la restauración de la imagen, restauración que desfigura sus rasgos medievales originales e impide una correcta datación en la actualidad, y en 1571 contrata al ingeniero militar Juan Bautista Antonelli la construcción de una capilla del Ayuntamiento y un retablo en la catedral para el culto a la Virgen del Rosell. En el siglo XVIII, también por encargo del Concejo, Francisco Salzillo talló las imágenes de los Cuatro Santos de Cartagena, de gran devoción en la ciudad y culminados en 1755, siendo las imágenes colocadas en la capilla municipal de la catedral flanqueando la imagen de la Virgen del Rosell.
En dicha capilla permanecieron hasta la guerra civil española, en que tras la quema de la catedral, y habiendo sido salvadas las cinco tallas, fueron trasladadas a la iglesia de Santa María de Gracia, en cuyo altar mayor se encuentran en la actualidad. La Virgen del Rosell se convirtió así en una de las escasas obras de arte religioso que sobrevivieron a la Guerra Civil en Cartagena.
Desde el 24 de febrero de 2016, la talla es considerada Bien de Interés Cultural.

## Devoción y cultos
Con fecha 9 de abril de 2018, nace la Real e ilustre Cofradía de la Santísima Virgen del Rosell y los Cuatro Santos de Cartagena, bajo decreto del Obispo de la Diócesis. Erigida en la Parroquia de Santa María de Gracia. Esta Cofradía nace heredera de la antiquísima cofradía de Ntra. Sra. del Rosell, cuya existencia se remonta al siglo XIV, y de la Cofradía de los Cuatro Santos de Cartagena. Su actual hermano mayor es Manuel Salmerón Martínez y su consiliario es el vicario episcopal de Cartagena y párroco de la Iglesia de Santa María de Gracia, Rvdo. José Abellán Ibáñez.
Los fines de la Cofradía, además de potenciar y procurar el culto y tributo de la Stma. Virgen del Rosell y a los Cuatro Santos, en las festividades litúrgicas correspondientes, es el bien común, la ayuda a los más necesitados en el ejercicio continuo de la caridad, amen de fomentar la asiduidad y acercamiento a la Santa Madre Iglesia, a todas las personas alejadas de la fe por diferentes causas.
La Virgen del Rosell celebra su festividad el segundo domingo de noviembre.
Sigue siendo oficialmente patrona de Cartagena, aunque la devoción que despertó la talla de la Virgen de la Caridad tras su llegada en el siglo XVIII, desplazó a la Virgen del Rosell a un segundo plano, al ser considerada la bella talla napolitana de Giacomo Colombo como patrona de la ciudad.
Durante la Semana Santa, la Cofradía del Socorro, constituida en la misma catedral antigua en que se encontraba la Virgen del Rosell, realiza durante su vía crucis una estación penitencial ante la talla de la antigua patrona.
El antiguo hospital de referencia de la ciudad de Cartagena lleva el nombre de Nuestra Señora del Rosell.